# Jegor Schalapow
Jegor Wjatscheslawowitsch Schalapow (russisch Его́р Вячесла́вович Шала́пов; * 27. Januar 1995 in Kussa) ist ein russisch-kasachischer Eishockeyspieler, der seit 2016 bei Barys Astana in der Kontinentalen Hockey-Liga unter Vertrag steht, aber auch für dessen zweite Mannschaft Nomad Astana zum Einsatz kommt.

## Karriere
Jegor Schalapow begann seine Karriere bei Gornjak Utschaly in der russischen Nachwuchsliga Molodjoschnaja Chokkeinaja Liga B. Nachdem er 2015 für das All-Star-Game der Liga nominiert worden war, gewann er sie mit seinem Klub 2016. Anschließend wechselte der Astana zu Barys Astana (zwischen 2019 und 2022 aufgrund der Umbenennung der Stadt Astana Barys Nur-Sultan), spielt aber auch für dessen zweite Mannschaft Nomad, mit der er 2017 kasachischer Meister wurde.

### International
Für Kasachstan nahm Schalapow, der im Juniorenbereich nie international spielte, erstmals an der Winter-Universiade 2019 teil, bei der die Asiaten den vierten Platz belegten. In der kasachischen Herren-Auswahl debütierte er bei der Weltmeisterschaft 2019 in der Division I und erreichte den Aufstieg in die Top-Division, der aber wegen der weltweiten Covid-19-Pandemie erst 2021 wahrgenommen werden konnte. Bei der Weltmeisterschaft 2021, spielte er erstmals in der Top-Division und erreichte mit dem zehnten Platz das bisher beste Ergebnis der kasachischen WM-Geschichte. Auch 2022 spielte er in der Top-Division.
Zudem vertrat er seine Farben beim Qualifikationsturnier zu den Olympischen Winterspielen 2022 in Peking.

## Erfolge und Auszeichnungen
- 2015 All-Star-Game der Molodjoschnaja Chokkeinaja Liga B
- 2016 Gewinn der Molodjoschnaja Chokkeinaja Liga B mit Gornjak Utschaly
- 2017 Kasachischer Meister mit Nomad Astana

### International
- 2019 Aufstieg in die Top-Division bei der Weltmeisterschaft der Division I, Gruppe A

## KHL-Statistik
(Stand: Ende der Saison 2021/22)